# Campoctonus flavidus
Campoctonus flavidus là một loài tò vò trong họ Ichneumonidae.